# Livid (Live)
A Livid (Amerikában Live) az amerikai Blondie rockegyüttes 2000-ben megjelent koncertalbuma. Az anyagot azután vették fel, hogy megjelent  nagyon sikeres 1999-es No Exit visszatérő albumuk, és tartalmazta leghíresebb dalaikat, mint az Atomic, a The Tide Is High, a Call Me, és a Heart of Glass, valamint az 1999-ben listavezető Maria.

## Az album dalai
1. Dreaming (Debbie Harry, Chris Stein) - 3:27
2. Hanging on the Telephone (Jack Lee) - 2:23
3. Screaming Skin (Ashby, Foxx, Harry, Stein) - 5:33
4. Atomic (Jimmy Destri, Harry) - 6:56
5. Forgive and Forget (Stein) - 4:35
6. The Tide Is High (Barrett, Evans, Holt) - 4:27
7. Shayla (Stein) - 5:07
8. Sunday Girl (Stein) - 3:27
9. Maria (Destri) - 4:49
10. Call Me (Harry, Giorgio Moroder) - 4:40
11. Under the Gun (Stein) - 4:56
12. Rapture (Harry, Stein) - 6:21
13. Rip Her to Shreds (Harry, Stein) - 3:19
14. X-Offender (Harry, Gary Valentine) - 3:26
15. No Exit (Ashby, Coolio, Destri, Harry, Stein) - 4:06
16. Heart of Glass (Harry, Stein) - 4:40
17. One Way or Another (Nigel Harrison, Harry) - 4:10

## Közreműködők
- Debdie Harry - évek
- Chris Stein - gitár
- Paul Carbonara - gitár
- Jimmy Destri - billentyűsök
- Leigh Foxx - basszusgitár
- Clem Burke - dob